# Gomes Aires
São Gomes Aires ist ein Ort und eine ehemalige portugiesische Gemeinde (Freguesia) im Kreis Almodôvar im Distrikt (Beja). Die Gemeinde hatte eine Fläche von 65,5 km² und 355 Einwohnern (Stand 30. Juni 2011).
Am 29. September 2013 wurden die Gemeinden Gomes Aires und Santa Clara-a-Nova zur neuen Gemeinde União das Freguesias de Santa Clara-a-Nova e Gomes Aires zusammengefasst.
1972 wurde die mit Südwest-Schrift und einem Bild versehene Estela da Abóbada in Gomes Aires gefunden.